# Risikoklasse
Risikoklasse ist im Finanzwesen die Einteilung natürlicher Personen nach deren persönlicher Risikoeinstellung in vorgegebene Risikoprofile im Rahmen der Finanzberatung.

## Allgemeines
Anleger haben unterschiedliche Vorstellungen über den Risikogehalt ihrer Geldanlagen und benötigen bei der Vielzahl der Finanzprodukte und Finanzinstrumente Informationen, um sich für die passende Anlageform zu entscheiden. Diese Entscheidung wird im Regelfall mit Hilfe einer Anlageberatung herbeigeführt. Diese Beratung durch Kreditinstitute hat nach der Rechtsprechung des BGH „anlegergerecht“ und „objektgerecht“ zu erfolgen. Danach haben sie im Rahmen der „anlegergerechten“ Beratung den Wissensstand des Kunden über Anlagegeschäfte der vorgesehenen Art und dessen Risikobereitschaft zu erforschen; das von Banken danach empfohlene Anlageobjekt muss diesen Kriterien Rechnung tragen („objektgerechte“ Beratung). Die „anlegergerechte“ Beratung entspricht einer langen Rechtsprechungstradition des BGH. Er verlangte bereits im November 1961, dass sich Banken daran auszurichten haben, ob das beabsichtigte Anlagegeschäft der sicheren Geldanlage dienen soll oder spekulativen Charakter hat. Die empfohlene Anlage muss unter Berücksichtigung dieses Ziels auf die persönlichen Verhältnisse des Kunden zugeschnitten, also „anlegergerecht“ sein. Diese Pflichten zur richtigen und vollständigen Anlageberatung ergeben sich aus dem geschlossenen Beratungsvertrag.
Während die Risikoklasse die Finanzprodukte kategorisiert, werden durch die Anlageklasse die Anleger klassifiziert.

## Beratungsvertrag
Der Beratungsvertrag ist ein formfreier Bankvertrag, der regelmäßig durch Aufnahme eines Beratungsgesprächs zustande kommt. Abzugrenzen ist der Beratungsvertrag sowohl von der bloßen Auskunft, die sich in einer Tatsachenmitteilung erschöpft, als auch von der Aufklärung, bei der neben der Tatsachenmitteilung noch deren Erläuterung hinzutritt. Die Beratung umfasst sowohl eine subjektive Eigenbewertung der Anlageform als auch – im Hinblick auf die persönlichen Bedürfnisse des Anlegers – eine Empfehlung, die in eine Kauf-, Verkauf- oder Halteempfehlung mündet.
Wesentliche Normen für den Beratungsvertrag finden sich im WpHG, welches umfangreiche Verhaltenspflichten für Wertpapierdienstleistungsunternehmen vorsieht, etwa in § 63 Abs. 1 WpHG die Pflicht zur sorgfältigen und gewissenhaften, auf Sachkenntnis beruhenden und interessenkollisionsfreien Beratung. Alle Anlageinformationen einschließlich Werbemitteilungen müssen nach § 64 WpHG redlich, eindeutig und dürfen nicht irreführend sein. Die Informationspflichten des § 64 WpHG in Verbindung mit § 5 Abs. 2 WpDVerOV sowie die im Januar 2010 neu eingeführte Aufzeichnungs- und Aufbewahrungspflicht in § 83 Abs. 2 WpHG ändern nichts an der Formfreiheit. Seit Januar 2018 ist dem Privatanleger gemäß § 64 Abs. 4 WpHG vor Abschluss einer Wertpapierorder eine Geeignetheitserklärung in Schriftform zu überlassen. In § 31 Abs. 5 WpHG a. F. schließlich wurde von Banken verlangt, dass von den Kunden Informationen über deren Kenntnisse und Erfahrungen in Bezug auf Geschäfte mit bestimmten Arten von Finanzinstrumenten einzuholen sind (finanzielle Allgemeinbildung), um die Angemessenheit der Finanzinstrumente für die Kunden beurteilen zu können. Dies ist in der Geeignetheitserklärung zu berücksichtigen.
Die zur Zielerreichung des Anlageziels erforderliche Risikobereitschaft des Kunden ist zu erforschen. Der Anleger geht mit seiner Anlageentscheidung bestimmte, mit dem Anlageobjekt verbundene Finanzrisiken ein, die er als Risikoträger übernehmen muss. Der Grad seiner Risikobereitschaft schwankt dabei zwischen Risikoaversion (der Anleger übernimmt keine oder lediglich sehr geringe Risiken) bis zur Risikoaffinität (er geht sehr hohe Risiken ein). Diese Risiken lassen sich anhand der Risikoklasse einstufen, der jedes Anlageobjekt zugeordnet ist. Eine Beratung wird zu unterschiedlichen Ergebnissen führen, weil das geplante Anlagegeschäft entweder der sicheren Geldanlage dienen kann oder aber einen spekulativen Charakter aufweist. Insbesondere ist deshalb die „Risikoberatung“ von Bedeutung. Der Kunde ist aufzuklären über
- die allgemeinen Risiken (Konjunkturlage, Marktentwicklung des Kapitalmarkts),
- die speziellen Risiken, die sich aus den individuellen Eigenschaften des Anlageobjekts ergeben (Kurs-, Zins- und Währungsrisiko sowie Risiken, die der Struktur des Produktes immanent sind) und
- das Insolvenzrisiko des Emittenten.

Die Anlagevermittlung ist gemäß § 13 Abs. 1 Finanzanlagenvermittlungsverordnung (FinVermV) verpflichtet, dem Anleger rechtzeitig vor Abschluss eines Geschäfts Informationen über die Risiken der angebotenen oder vom Anleger nachgefragten Finanzanlage zur Verfügung zu stellen. Diese Informationen müssen so gefasst sein, dass der Anleger nach vernünftigem Ermessen die Art und die Risiken der Finanzanlagen verstehen und auf dieser Grundlage seine Anlageentscheidung treffen kann. Alle Informationen einschließlich Werbemitteilungen, müssen redlich, eindeutig und dürfen nicht irreführend sein (§ 14 Abs. 1 FinVermV).

## Risikoklassen
Die Kreditwirtschaft hatte aus § 31 WpHG a. F. Risikoklassen abgeleitet, die in Fragebögen eingeflossen sind. Die Risikobereitschaft der Kunden kann zwischen Risikoscheue, wenn jedes Verlustrisiko vermieden wird, und Risikofreude liegen. Risikoscheue Kunden suchen sichere Anlageformen, risikofreudige nehmen Verlustgefahren aus spekulativen Geschäften gerne in Kauf. Zwischen beiden extremen Risikoskalen liegen weitere Risikoabstufungen, so dass sich folgende Risikoklassen ergeben, mit denen risikoklassenadäquate Finanzprodukte verbunden werden können:
| Risikoklasse | Risikoart             | Finanzprodukt |  |
| ------------ | --------------------- | --- |  |
| A            | kein Risiko           | Sichteinlagen, Termingelder, Spareinlagen, Spar(kassen)briefe und -obligationen |  |
| B            | nur Zinsrisiko        | Kapitallebensversicherungen, „risikolose“ Staatsanleihen |  |
| C            | Zins- oder Kursrisiko | Optionsanleihen, Geldmarktfonds, Immobilien, Immobilienfonds, Rentenfonds (in Euro) |  |
| D            | Zins- und Kursrisiko  | Anleihen, Aktienfonds, Fremdwährungsanleihen |  |
| E            | Totalverlust möglich  | Aktien, Alternative Investments, Alternative Investmentfonds ohne Immobilienfonds wie Hedgefonds, Medienfonds, Infrastrukturfonds oder Schiffsfonds, Credit Funds, forderungsbesicherte Anleihen, Futures, Genussscheine, Hochzinsanleihen, Katastrophenanleihen, Metallkonten, Mikrofinanzfonds, Optionsscheine, nachrangige Sparbriefe, strukturierte Finanzprodukte, Venture Capital |  |
|              |                       | |  |

Erläuterungen:
- Zinsrisiko ist die Gefahr von Zinsverlusten, die eintreten, wenn der Marktzins über den Zinssatz eines Finanzprodukts steigt und eine Zinsanpassung nicht vorgesehen ist.
- Kursrisiko: Finanzprodukte mit einem Börsen- oder Marktpreis unterliegen der Gefahr von Wertschwankungen. Bei Anleihen in Euro wird das Kursrisiko ausgeschaltet, wenn sie bis zu ihrer Fälligkeit im Bestand gehalten werden.
- Totalverlust ist die Gefahr, dass der gesamte, in ein Finanzprodukt investierte Anlagebetrag nicht mehr an den Anleger zurückfließt.

Bei der Klasse A ist das Anlageziel die Sicherheit und die Substanzerhaltung, höhere Risikoklassen bergen ein größeres Verlustrisiko. Das hat unterschiedliche Gründe, etwa eine höhere Ausfallwahrscheinlichkeit oder auch eine höhere Schwankungsbreite. In Klasse B stehen höheren Ertragserwartungen angemessene Risiken gegenüber, C weist eine gesteigerte Risikobereitschaft aus und Ertragserwartungen liegen über dem Kapitalmarktniveau, D verbindet hohe Ertragserwartungen mit hoher Risikobereitschaft, bei E sind Risikobereitschaft und Ertragserwartungen sehr hoch. Ist ein Finanzprodukt in Fremdwährung denominiert, wird es stets der Risikoklasse D oder E zugeordnet.
Anleihen müssen zur Zuordnung in obige Klassen nach Bonität des Anleiheschuldners unterschieden werden. Anleihen mit höchster Bonität gehören zur Klasse B, da sie ein Zinsrisiko aufweisen, Anleihen mit schwächster Bonität (Hochzinsanleihen) kommen aufgrund des Risikos des Totalverlustes in Klasse E.
Die Risikoprämie hängt unmittelbar mit der Risikoeinstellung eines Anlegers zusammen. Der Risikoprämie {\displaystyle R} können somit folgende Risikoeinstellungen zugeordnet werden:
{\displaystyle R=0} risikoneutral,
{\displaystyle R>0} risikoscheu,
{\displaystyle R<0} risikofreudig.
Risikoneutrale Anleger erwarten eine Rendite in Höhe des risikolosen Zinssatzes, weil sie keine Risikoprämie einfordern und dem Risiko einen Disnutzen zuordnen. Risikoscheue Anleger bevorzugen dagegen Anlagen, bei denen sie eine Risikoprämie zahlen. Risikofreudige Anleger wiederum erhalten sogar vom Kontrahenten eine Risikoprämie. William F. Sharpe präsentierte 1970 eine Kapitalmarktlinie, auf der sich alle effizienten Portfolios als Rendite-Risiko-Kombinationen befinden. Die Kapitalmarktlinie ist dabei definiert als sämtliche möglichen Kombinationen aus erwarteter Rendite eines Portfolios und dessen Finanzrisiko. Diese Linie entspricht dem Marktgleichgewicht, auf der sich alle risikoneutralen Anleger befinden. Risikoscheue sind unterhalb der Gleichgewichtslinie, risikofreudige Anleger oberhalb angesiedelt, weil sie bereit sind, für eine höhere Renditeerwartung auch ein höheres Risiko – gemessen mit der Standardabweichung – in Kauf zu nehmen.

## Wechsel der Risikoklasse
Ein Kunde muss nicht statisch dauerhaft in derselben Risikoklasse verbleiben, sondern kann die Risikoklasse durchaus wechseln, etwa im zunehmenden Alter von bisher risikofreudiger Einstellung zur risikoaversen Klasse A. Umgekehrt können wachsende Erfahrung und Wissen auch zu einem Wechsel in risikoreichere Klassen führen.